# Divulje
Divulje (italienska: Divuglie) är en ort i Kroatien. Orten har 26 invånare (2011) och tillhör administrativt staden Trogir i Split-Dalmatiens län. 
I Divulje finns en helikopterflygplats som nyttjas av det kroatiska flygvapnet och luftförsvaret. Under det kroatiska självständighetskriget (1991–1995) brukades helioporten av Förenta nationernas fredsbevarande styrkor United Nations Protection Force (UNPROFOR).

## Geografi
Divulje är beläget vid Kaštela-viken öster om Trogirs historiska stadskärna och söder om Plano. I nordöst om Divulje ligger Splits flygplats och till öster gränsar orten till Kaštela. 

## Demografi
Av Divuljes 26 invånare är 13 kvinnor och 13 män (2011).
| Befolkningsutveckling 1857–2011* Källa: Kroatiska statistiska centralbyrån | Befolkningsutveckling 1857–2011* Källa: Kroatiska statistiska centralbyrån | Befolkningsutveckling 1857–2011* Källa: Kroatiska statistiska centralbyrån | Befolkningsutveckling 1857–2011* Källa: Kroatiska statistiska centralbyrån | Befolkningsutveckling 1857–2011* Källa: Kroatiska statistiska centralbyrån | Befolkningsutveckling 1857–2011* Källa: Kroatiska statistiska centralbyrån | Befolkningsutveckling 1857–2011* Källa: Kroatiska statistiska centralbyrån | Befolkningsutveckling 1857–2011* Källa: Kroatiska statistiska centralbyrån | Befolkningsutveckling 1857–2011* Källa: Kroatiska statistiska centralbyrån | Befolkningsutveckling 1857–2011* Källa: Kroatiska statistiska centralbyrån | Befolkningsutveckling 1857–2011* Källa: Kroatiska statistiska centralbyrån | Befolkningsutveckling 1857–2011* Källa: Kroatiska statistiska centralbyrån | Befolkningsutveckling 1857–2011* Källa: Kroatiska statistiska centralbyrån | Befolkningsutveckling 1857–2011* Källa: Kroatiska statistiska centralbyrån | Befolkningsutveckling 1857–2011* Källa: Kroatiska statistiska centralbyrån | Befolkningsutveckling 1857–2011* Källa: Kroatiska statistiska centralbyrån |
| -------------------------------------------------------------------------- | -------------------------------------------------------------------------- | -------------------------------------------------------------------------- | -------------------------------------------------------------------------- | -------------------------------------------------------------------------- | -------------------------------------------------------------------------- | -------------------------------------------------------------------------- | -------------------------------------------------------------------------- | -------------------------------------------------------------------------- | -------------------------------------------------------------------------- | -------------------------------------------------------------------------- | -------------------------------------------------------------------------- | -------------------------------------------------------------------------- | -------------------------------------------------------------------------- | -------------------------------------------------------------------------- | -------------------------------------------------------------------------- |
| 1857                                                                       | 1869                                                                       | 1880                                                                       | 1890                                                                       | 1900                                                                       | 1910                                                                       | 1921                                                                       | 1931                                                                       | 1948                                                                       | 1953                                                                       | 1961                                                                       | 1971                                                                       | 1981                                                                       | 1991                                                                       | 2001                                                                       | 2011                                                                       |
| 0                                                                          | 0                                                                          | 0                                                                          | 0                                                                          | 0                                                                          | 0                                                                          | 0                                                                          | 0                                                                          | 36                                                                         | 552                                                                        | 361                                                                        | 36                                                                         | 58                                                                         | 32                                                                         | 37                                                                         | 26                                                                         |